# Timoulay
Timoulay  (in arabo تمولاي‎?) è un centro abitato e comune rurale del Marocco situato nella provincia di Guelmim, regione di Guelmim-Oued Noun. Conta una popolazione di 5 325 abitanti (censimento 2014).